# Manipulacja eksperymentalna
Manipulacja eksperymentalna, zabieg badawczy (ang. treatment) – działanie badacza, jakiemu poddawana jest grupa eksperymentalna podczas eksperymentu. Po dokonaniu manipulacji i uzyskaniu pożądanych efektów, badacz porównuje wyniki grupy poddanej zabiegowi badawczemu i grupy kontrolnej. 
Uwaga! Słowo „manipulacja” w tym kontekście nie oznacza nieuczciwości ani nadużycia. W kontekście badań naukowych termin „manipulacja eksperymentalna” nie ma negatywnego znaczenia, lecz odnosi się do celowego wprowadzania zmian w warunkach eksperymentalnych w celu obserwacji ich wpływu na badane zjawisko. To kluczowy element metody eksperymentalnej, który może ułatwić ustalenie związków przyczynowo-skutkowych.